# エミリーの窓
『エミリーの窓』（原題: Windows）は、1980年に製作されたアメリカ合衆国のサスペンス・スリラー映画。名キャメラマンとして同業者の尊敬を集める撮影監督ゴードン・ウィリス最初にして最後の監督作品である。

## 概要
主人公エミリー・ホランダーは、レズビアンの隣人アンドレア・グラッセンからの熱い想いに悩まされる。その後、エミリーは刑事のボブ・ルフロノとデートをするようになるが、それに対してアンドレアはあふれるほどの嫉妬心を募らせ、家の窓を通じてエミリーを監視するようになり…。

### 公開後の反応
第1回ゴールデンラズベリー賞で5部門ノミネートという評価もさることながら、レズビアンを嫌悪する固定観念を植えつけてホモフォビアを助長する映画として同性愛者の権利擁護活動家たちから激しく非難された。のちに1995年の映画『セルロイド・クローゼット』でも、この映画が取りあげられている。

## キャスト
- タリア・シャイア：エミリー・ホランダー
- ジョセフ・コーテス：ボブ・ルフロノ
- エリザベス・アシュレイ：アンドレア・グラッセン
- ケイ・メドフォード：アイダ・マルクス
- マイケル・ゴリン：サム・マルクス

## スタッフ
- 監督：ゴードン・ウィリス
- 製作：マイク・ロベル
- 脚本：バリー・シーゲル
- 音楽：エンニオ・モリコーネ
- 撮影：ゴードン・ウィリス
- 編集：バリー・マルキン